# Tornos fieldi
Tornos fieldi är en fjärilsart som beskrevs av Grossbeck 1912. Tornos fieldi ingår i släktet Tornos och familjen mätare. Inga underarter finns listade i Catalogue of Life.